# Gare de Flers
Gare de Flers vasútállomás Franciaországban, Flers településen.

## Vasútvonalak
Az állomást az alábbi vasútvonalak érintik:
- Argentan–Granville-vasútvonal
- Ligne La Chapelle-Anthenaise - Flers

## Kapcsolódó állomások
A vasútállomáshoz az alábbi állomások vannak a legközelebb:
- Gare de Briouze
- Gare de Vire